# Colastes propinquus
Colastes propinquus är en stekelart som först beskrevs av Walley 1936.  Colastes propinquus ingår i släktet Colastes och familjen bracksteklar. Inga underarter finns listade i Catalogue of Life.